# Aliaksei Lihaceuski
Aliaksei Lihaceuski (belarusă Аляксей Ліхачэўскі, rusă Алексей Лихачевский; n. 28 iunie 1990, Brest, RSS Bielorusă, URSS) este un scrimer bielorus, specializat pe sabie. 
A fost laureat cu argint pe echipe la Campionatul Mondial de Scrimă din 2011. A participat ca rezervă la proba pe echipe la Jocurile Olimpice de vară din 2012 de la Londra. Belarusul a fost învins de Italia la o tușă în sferturile de finală și s-a clasat pe locul 7 după meciurile de clasament.

## Legături externe
- en Aliaksei Lihaceuski la Olympedia.org